# Tokat (prowincja)
Prowincja Tokat (tur. Tokat ili) – jednostka administracyjna w północnej Turcji (Region Morze Czarne – Karadeniz Bölgesi).

## Dystrykty

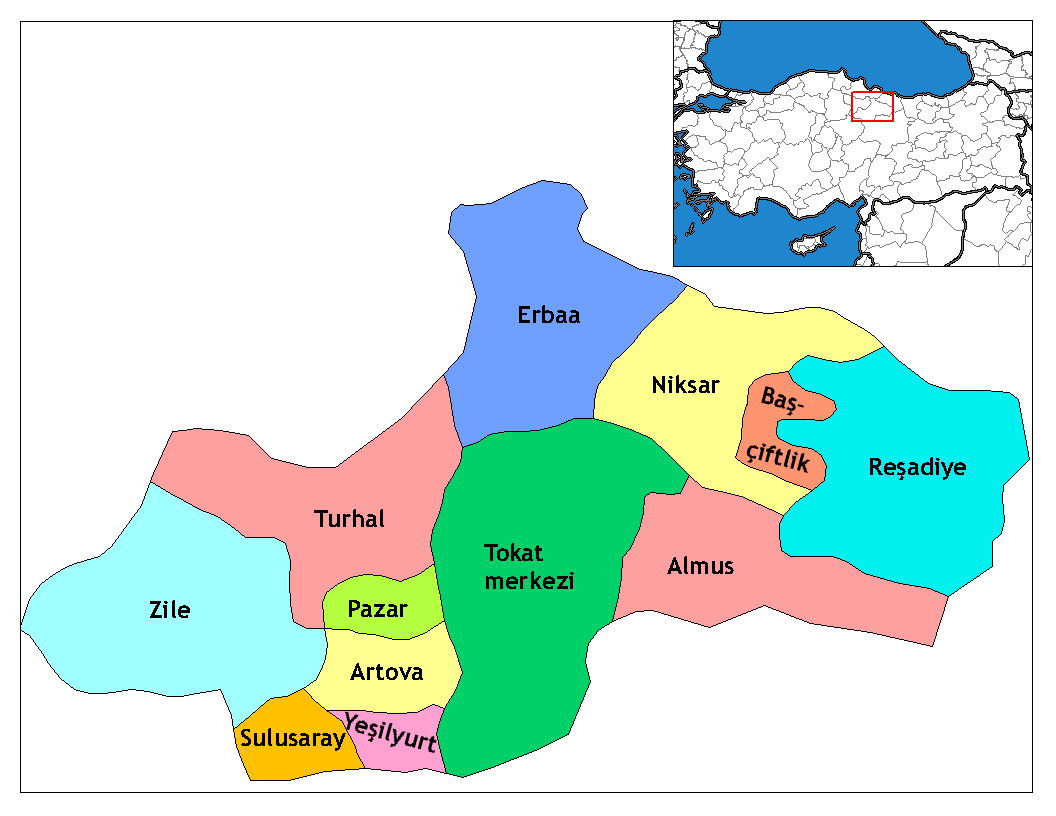
Dystrykty w prowincji Tokat

Prowincja Tokat dzieli się na dwanaście dystryktów:
- Almus
- Artova
- Başçiftlik
- Erbaa
- Niksar
- Pazar
- Reşadiye
- Sulusaray
- Tokat
- Turhal
- Yeşilyurt
- Zile